# 스위스 국제항공
스위스 국제항공(영어: Swiss International Air Lines)은 스위스의 국책항공사로, 2002년 도산한 스위스 항공을 대체하게 되었다. 당시 스위스항공의 자회사인 크로스에어가 주축이 되어 운영을 인수함에 따라 본사는 바젤에 위치한 유로 에어포트에 위치하며, 스위스 항공의 노선을 인계받음에 따라 취리히 국제공항을 허브 공항으로 삼고 있다.

## 역사

### 초기
2002년 파산한 스위스 항공을 대체하기 위하여 당시 스위스 항공의 채권단인 UBS와 크레딧 스위스는 스위스 항공의 자회사인 크로스 에어에 스위스 항공의 자산 대부분을 매각하였다. 이후 크로스 에어가 스위스 항공을 인수한 후, 스위스 정부의 지원을 거치며 2002년 3월 31일, 스위스 항공이 최종 파산됨에 따라 크로스 에어는 사명을 현재의 사명은 스위스 국제항공으로 변경하였으며 본격적인 운영을 시작하였다. 그 결과 IATA의 코드명은 과거 스위스 항공의 자회사인 크로스 에어의 코드를 승계했고 ICAO 코드는 스위스 항공의 코드를 승계했다. 당시 스위스 국제항공은 지분 구조는 경제계가 61.3%, 스위스 연방정부 20.3%, 스위스 지방정부 12.2%로 구성되었다.
처음부터 다른 대형 항공사와 제휴를 위해 2004년 영국항공과 제휴하여 항공 동맹인 원월드에 가입하려고 했으나 협상이 결렬되었고 원월드와 마일리지 서비스 통합과 동시에 제휴하지 않을 것을 발표해 항공 동맹은 결국 무산되고 말았다. 당시 몇년간의 손실을 보다가 2006년부터 수익을 내기 시작했다.

### 경영 위기와 타개
스위스 국제항공은 2005년까지 약 16억 달러의 적자를 기록하였는데 이후 2005년, 독일 최대 항공사인 루프트한자는 스위스 국제항공의 인수를 공식 발표하였으며 단계적인 지분 인수를 진행하여 2007년 7월 1일, 루프트한자 그룹에 인수, 통합되었으며 이 과정에서 스위스 국제항공은 루프트한자의 마일리지 프로그램과 스타얼라이언스의 정회원으로 가입하게 되었다.
2005년에는 스위스 글로벌 항공 (구. 스위스 유럽항공)을 자회사로 설립했고 2008년 스위스에서 전세기를 운항하는 에델바이스 에어를 인수했으며, 루프트한자로의 인수, 통합에 따라 당시 스위스 글로벌 항공이 보유한 단거리 항공기의 기종 단일화를 진행하였다.

### 현재
2011년, 기존의 기업로고를 현재의 로고로 변경하였으며, 2018년에는 스위스 글로벌 항공은 스위스 국제항공과의 운영 통합을 발표함에 따라 항공기를 포함한 운영을 스위스 국제항공과 통합을 하였다.
2019년, 노선 확장 계획 중의 일환으로 인천국제공항 취항을 통한 대한민국 취항을 추진했으나, 공항의 과포화로 인한 주기장 확보의 문제로 해당 년도 취항은 무산되었다.

## 운항 노선
- 2012년 7월 기준으로 스위스 국제항공은 다음과 같은 노선을 운항하고 있다.

### 코드쉐어 협정
- 스위스 국제항공은 다음과 같은 항공사와 코드쉐어를 하고 있다.[2]

| - LOT 폴란드 항공 (스타얼라이언스) - TAP 포르투갈 (스타얼라이언스) - 남아프리카 항공 (스타얼라이언스) - 루프트한자 (스타얼라이언스) - 브뤼셀 항공 (스타얼라이언스) - 스칸디나비아 항공 (스카이팀) - 싱가포르 항공 (스타얼라이언스) - 아비앙카 항공 (스타얼라이언스) - 에델바이스 에어 (자회사) - 에어 몰타 | - 에어 캐나다 (스타얼라이언스) - 에어 프랑스 (스카이팀) - 엘알 이스라엘 항공 - 오스트리아 항공 (스타얼라이언스) - 유나이티드 항공 (스타얼라이언스) - 유로윙스 - 이집트 항공 (스타얼라이언스) - 중국국제항공 (스타얼라이언스) - 크로아티아 항공 (스타얼라이언스) - 타이 항공 (스타얼라이언스) |  |

## 보유 기종
- 2023년 10월 기준으로 스위스 국제항공은 다음과 같은 기종을 보유하고 있으며 평균 기령은 9.5년이다.[3][4]

## 사진

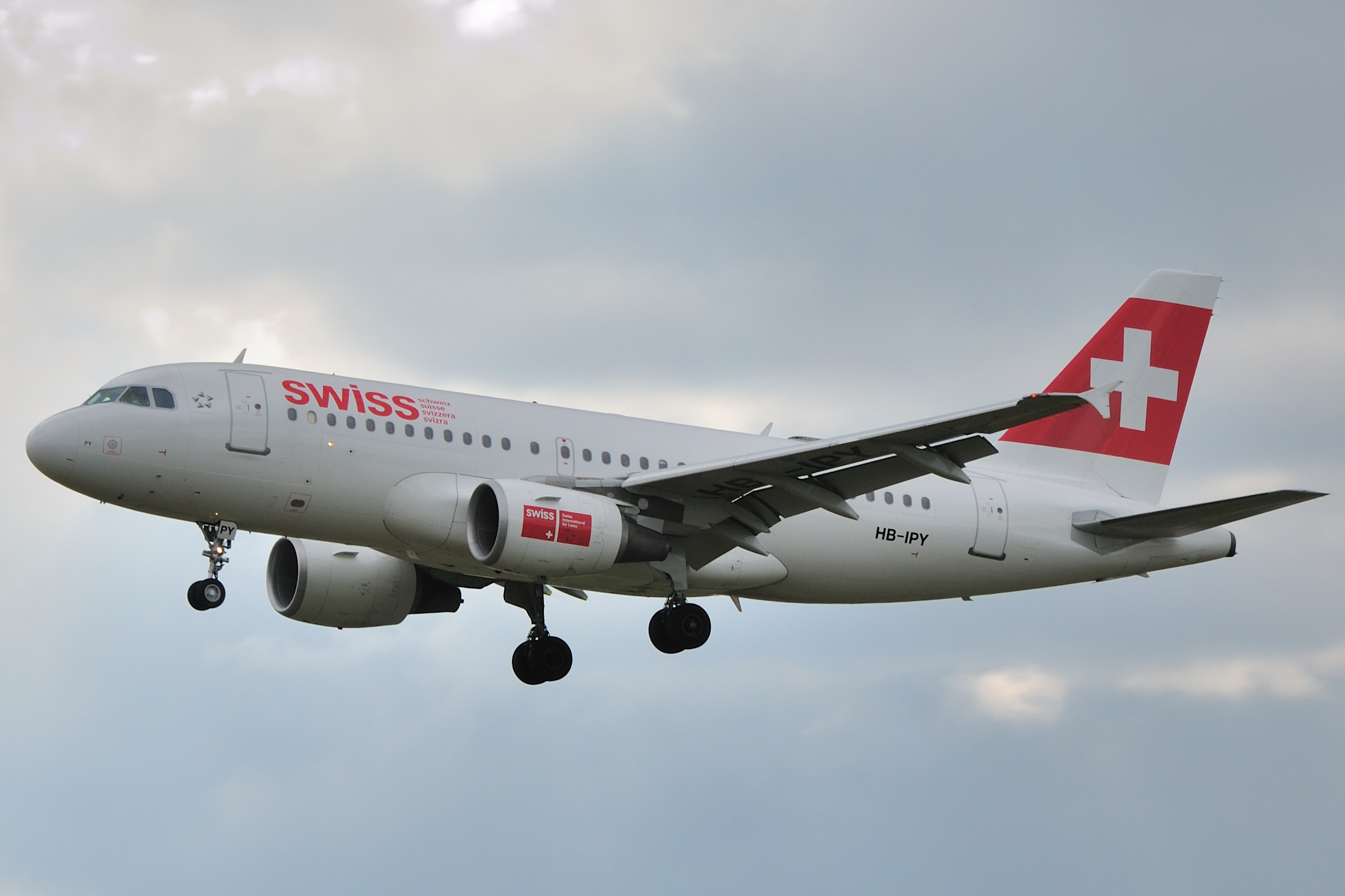
스위스 국제항공의 에어버스 A319-100
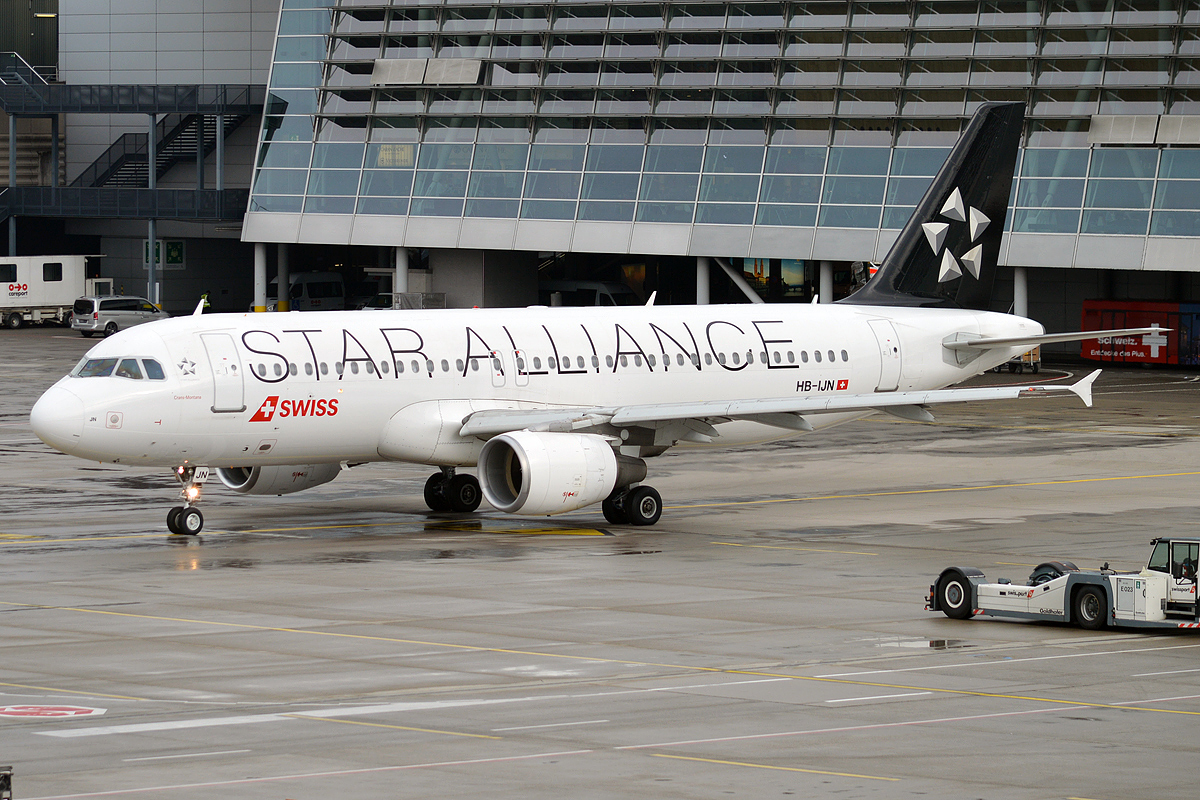
스타 얼라이언스 도장을 적용한 스위스 국제항공의 에어버스 A320-200
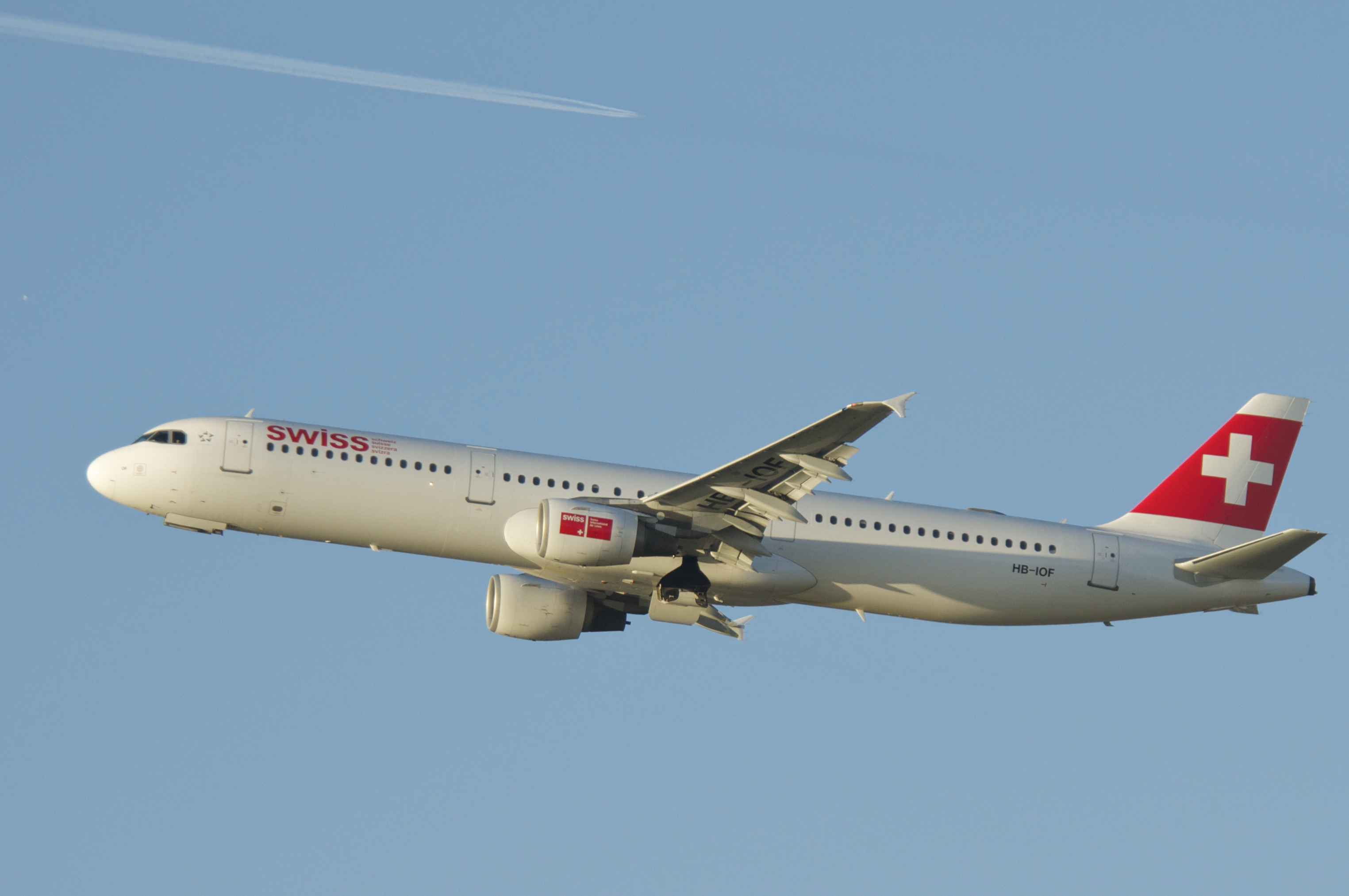
스위스 국제항공의 에어버스 A321-100
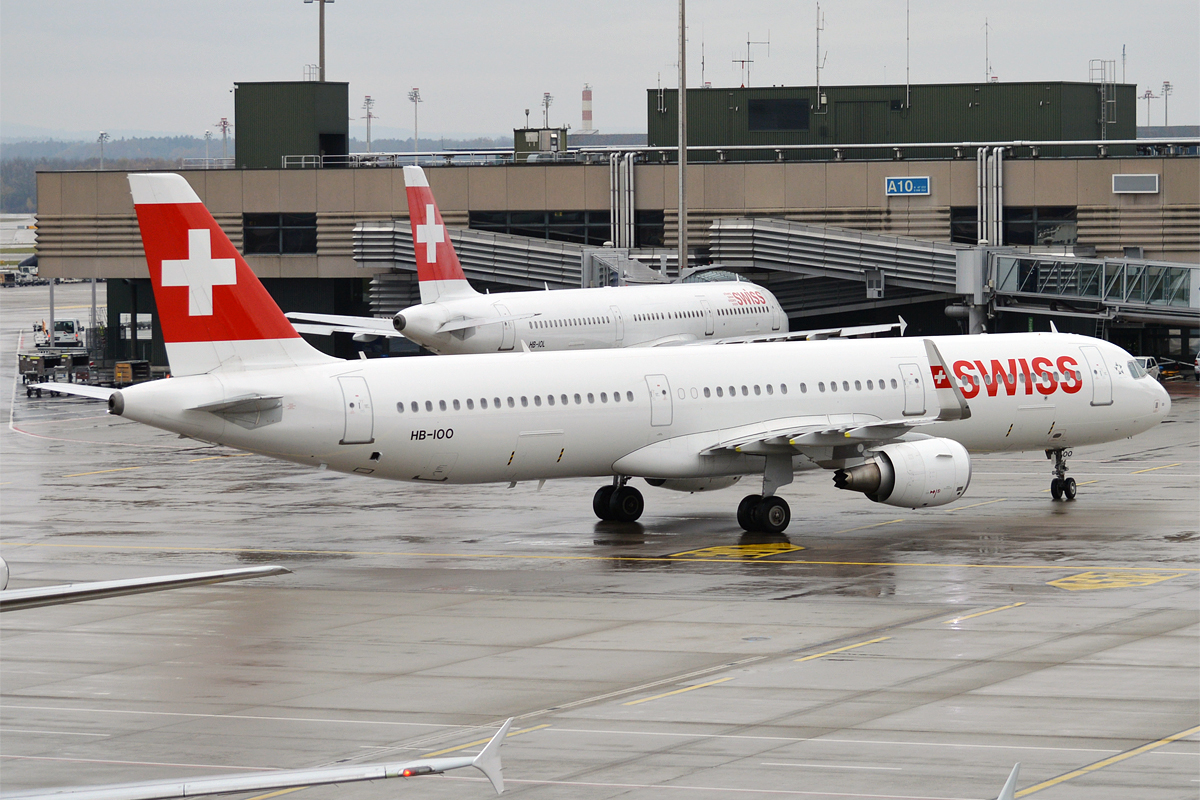
스위스 국제항공의 에어버스 A321-200
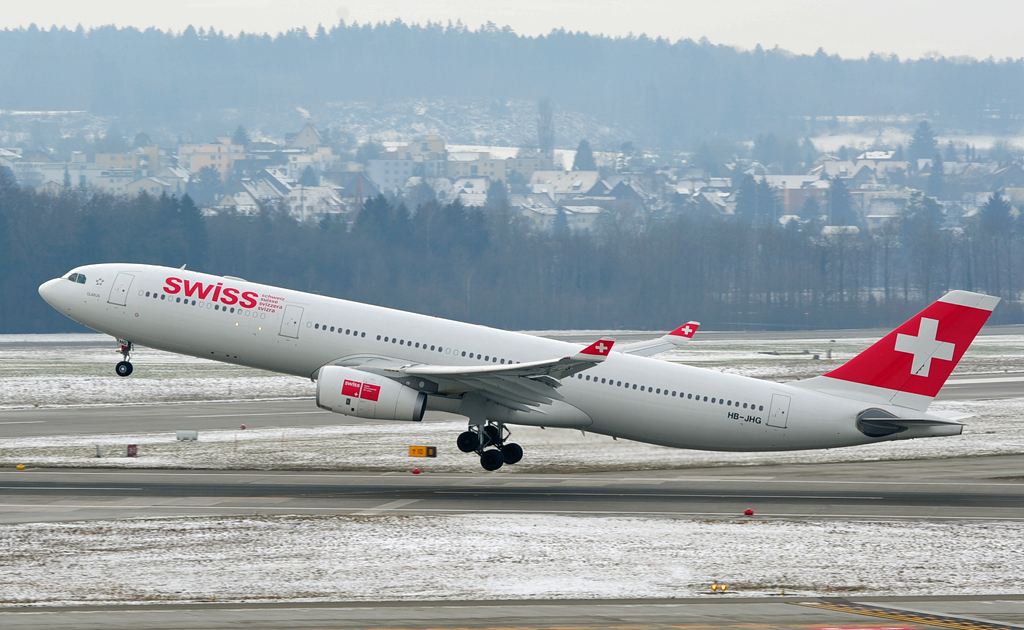
스위스 국제항공의 에어버스 A330-300
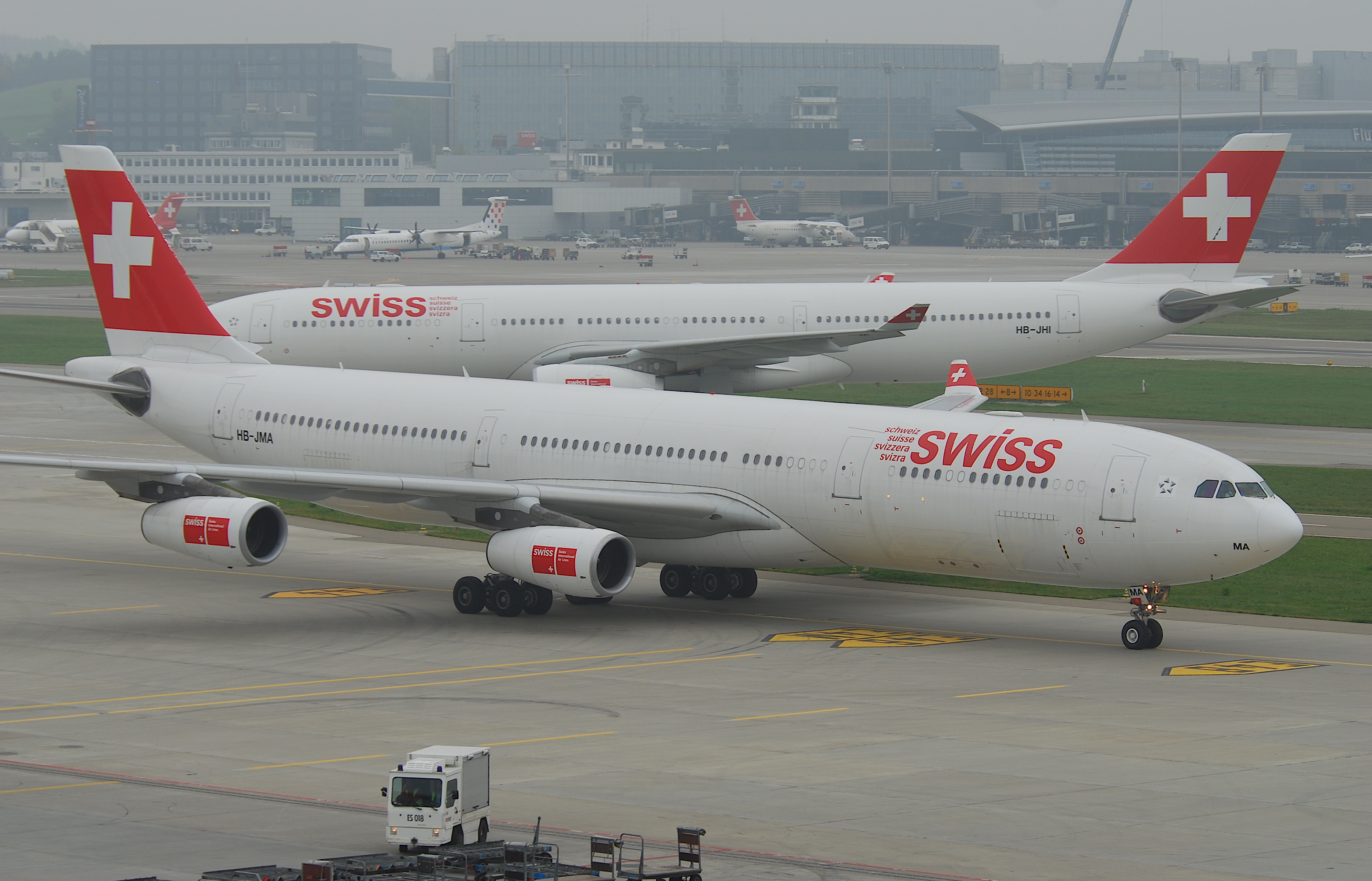
스위스 국제항공의 에어버스 A340-300